# Megacriodes herbuloti
Megacriodes herbuloti là một loài bọ cánh cứng trong họ Cerambycidae.